# Jezioro Itasca
Jezioro Itasca – małe jezioro polodowcowe, położone w południowo-wschodniej części hrabstwa Clearwater w stanie Minnesota w USA, w parku stanowym Itasca State Park. Ma powierzchnię około 4,7 km² i średnią głębokość 6–11 m. Lustro jego wody leży na wysokości 447 m n.p.m. Jest źródłowym zbiornikiem rzeki Missisipi.